# Valentényi Viktor
Valentényi Viktor (Győr, 1977. október 14. –) magyar labdarúgó. Profi labdarúgó pályafutását a Békéscsaba együttesében kezdte, ahol alapember lett, és nagy érdemei voltak, hogy csapata 2002-ben ismét az NB I-be került. Ezután tett egy kitérőt külföldre. Az ország Portugália és a csapat pedig az Uniao Madeira volt, a III. osztályban, de visszatért magyarországra. Előbb a Pápa csapatát erősítette, de nem sok idő telt el és visszatért nevelőegyesületéhez. Jelenleg is a Békéscsaba 1912 Előre játékosa.

## Külső hivatkozások
- Profil